# القود (يهر)

تعديل مصدري - تعديل

القود هي إحدى قرى عزلة يهر بمديرية يهر التابعة لمحافظة لحج، بلغ تعداد سكانها 655 نسمة حسب تعداد اليمن لعام 2004.